# Europanalyse
L'europanalyse est une méthode de pensée présentée sous la forme d'une doctrine philosophique, scientifique et heuristique. Elle a été élaborée et proposée par Serge Valdinoci, à la fin du XXe siècle, comme se détachant de la phénoménologie dont elle s'est initialement efforcée d'extraire un noyau d'invariance.
Quoiqu'issue de travaux antérieurs, l'europanalyse émerge éditorialement à la fin des années 1980, dans le contexte du développement de la Non-Philosophie par un premier groupe de travail réuni aux côtés de François Laruelle.  Fort éloignée de tout folklore religieux, elle se présente cependant comme une "mystique de pensée" qui cherche à traduire ce qu'est l'immanence (selon les exigences posées initialement par Edmond Husserl), et à produire dans ce cadre épistémologique une théorie de l'invention qui s'articule à une méthode autant qu'à une expérience vécue.

## Étymologie
Le terme "europanalyse" (sans majuscule dans la plupart des ouvrages publiés) est forgé à partir de la terminologie psychiatrique du XXe siècle (Psychanalyse, Daseinsanalyse, Schicksanalyse...), pour la matrice relationnelle et thérapeutique dont elle pose les fondements, et à partir de "europe" (sans majuscule) qui désigne le "domaine d'immanence" dont l'Europe, historique et contextuelle (politique, culturelle, économique, géographique...), est l'aboutissement dans l'espace de l'objectivation et des représentations (aussi bien individuelles que collectives).
Le choix de l'orthographe sans majuscule, imperceptible à l'oral (comme le "a" de la Différance chez Jacques Derrida), s'inscrit d'une part dans le cadre conceptuel opposant minorités et Autorités, l'autorité de l'ordre des représentations se rapportant à "Europe" . Il connote d'autre part le caractère invisible, étranger à la perception (à l'espace-temps, au partes extra partes), du domaine d'immanence exploré, relayant ainsi les approches théoriques de Maurice Merleau-Ponty, ou encore de Raymond Ruyer.

## Ouvrages
On peut présenter, dans l'ordre chronologique, les livres qui ont ponctué l'avancée et l'élaboration progressive de cette approche de l'immanence, du corps et de l'invention, et qui coïncide avec une analyse serrée des problèmes de la sémantique et des mécanismes profonds de la civilisation. Il existe par ailleurs une masse assez grande de contributions sous forme d'articles (sur Raymond Ruyer, Husserl, la Psychiatrie, la non-philosophie…) qui sont disséminés en revue (principalement La Revue de Métaphysique et de morale, L’Évolution psychiatrique et La Décision Philosophique). 

### Les Fondements de la phénoménologie husserlienne (Nijhoff, 1982)
Ce livre, qui n'est pas encore un livre d'europanalyse au sens strict, est une thèse de doctorat, dirigée par Paul Ricœur et soutenue sous la présidence de jury de Emmanuel Levinas. Cependant il tente, c'est sa problématique, de dégager une identité du geste phénoménologique, qui s'est éclaté historiquement depuis la fondation husserlienne. 
De lecture difficile, il s'agit d'un travail sur la recherche phénoménologique, appuyé sur les manuscrits de Husserl. Une connaissance très forte du champ phénoménologique est requise pour démêler les enjeux techniques.
Le livre aboutit à la nécessité de l'auto-effacement des concepts philosophiques élaborés par la phénoménologie historique en vue de libérer leur caractère opératoire et d'éviter que la pensée ne se fige une fois de plus - là fut l'écueil même de Husserl - dans l'élaboration d'une doctrine du sujet transcendantal de type néokantien.

### Le Principe d'existence. Un devenir psychiatrique de la phénoménologie (Nijhoff, 1988)
Le travail qui suit la thèse ouvre sur les données du passage des phénoménologies de Husserl et de Heidegger vers les théories psychopathologiques. S'appuyant sur les grandes modélisations psychiatriques (Pinel, Jaspers, Freud…) cet ouvrage tente de saisir les rouages qui permettent à la pensée de passer de la théorie de l'homme à la clinique (de Kant à Pinel par exemple, Dilthey etc.). Le livre s'arc-boute sur les travaux de Erwin Straus, de Minkowski, de Binswanger dont sont décrits les errances de recherches et les tâtonnements théoriques, les impasses également, et dont sont confrontées les intuitions les plus fortes. L'objectif est d'oucrir la philosophie à son usage en médecine, et de commencer à exhumer la pratique de la clinique comme fondement affectif de la mystique et de l'invention.

### Introduction dans l'europanalyse. Krisis 2. Transformer la phénoménologie de Husserl pour fonder la philosophie (Paris, Aubier, 1990)
Premier livre d'europanalyse intitulé tel, cet ouvrage marque également la concrétisation de la collaboration de Serge Valdinoci avec François Laruelle. 
Livre très court, très dense, très ramassé, il constitue une sortie hors de la philosophie. La conversion phénoménologique (ainsi que la décrit Eugen Fink à partir de Husserl) y est convoquée. Serge Valdinoci s'y penche sur ce qu'est la pensée Européenne, sur son fonctionnement en termes de pathos (il prolonge certaines analyses de Laruelle sur les philosophies de la Différence).  
À partir de cette Crise européenne dégagée par Husserl (son inquiétude à la fin de son œuvre, lorsqu'il commence à élaborer le concept de "monde de vie"), Serge Valdinoci envisage l'effondrement essentiel que constitue le réel comme invention, comme devenir dispersif pur, comme nuit refusée à l'être sur laquelle cependant tout apparaître s'appuie. C'est le premier livre où la terminologie spécifiquement europanalytique s'élabore. 
La principale avancée est constituée par la description des processus d'apposition dont relève le saut inventif humain au moment de son jet.

### Vers Une Méthode d'europanalyse (Paris, L'Harmattan, 1995)
Ce livre, considéré par la plupart des lecteurs comme le plus accessible aux étudiants de philosophie  (à la condition de connaître quelques œuvres majeures), est celui du profond dialogue de Serge Valdinoci avec les écrits de Heidegger, de Henry, de Merleau-Ponty, de Husserl, de Hegel ou encore de Marion... 
Il tente d'y mettre en place une nouvelle unité de mesure, un "masstab", reposant sur cette approche mystique du réel qu'il confirme comme essence de la démarche phénoménologique. À partir des concepts et découvertes des prédécesseurs qu'il tente de replacer dans un mouvement plus large de pensée, il dessine un domaine esquissé par les phénoménologies historiques : l' In, l' Endon, dont l'approche implique que soit substitué le terme de préséance au terme de présence husserlien tant décrié depuis Derrida et, avant lui, Levinas.
De plus il commence à décrire la structure interne de cette pensée inventive, son mode spécifique d'appréhension du réel en commençant de bâtir une esthésiologie (la mystique est alors envisagée comme l'endo-squelette de la civilisation, alors que le domaine culturel des savoirs ne saurait produire qu'un exosquelette, sclérosant toute invention). C'est à partir de cet ouvrage également que la description d'une pensée en zigzag émerge décisivement de ses travaux sur la base de données perceptives médicales (proprioception, nociception, intéroception, cénesthésie)

### La traversée de l'immanence (Paris, Kimé, 1996)
Opus plus technique, la terminologie mise en place dans le livre précédent y entre en fonctionnement à plein régime. Cette traversée qui y est tentée repose sur le fait que la méthode de pensée en zigzag y est établie sur la base d'une pensée en crase. On voit encore le mélange intime d'une pensée du sens (reformuler une linguistique qui ne soit pas articulation d'éléments atomiques du signifiant mais une sémantique vécue) et du corps. 
Cette crase peut-être comprise comme une description renouvelée de l'uni-dualité non-philosophique à partir d'une pensée clinique.
De plus en plus appuyées aux sciences plutôt qu'à la philosophie agonisante au seuil de la Déconstruction (décrite comme l'auto-dévoration ou la maladie auto-immune de la pensée transcendantale moderne), la recherche de Serge Valdinoci amorce une méthode de pensée en-chaos, une méthode d'affrontement de l'inconnu, d'invention, qui tente de remédier au morcellement culturel de la pensée à partir de la question : "Comment inventent les sciences ?". Une sorte de thérapeutique civilisationnelle qui consonne fortement avec certains aperçus nietzschéens.

### La Science première (Paris, L'Harmattan, 1997)
Maître livre de l'europanalyse, à la fois le plus vaste, le plus dense et le plus dynamique. Les champs culturels traversés y sont pléthore (du Yi-king à la Relativité, de Wittgenstein à Georg Cantor, de la mystique médiévale à la Non-philosophie, de la Gestaltpsychologie à Gödel…). C'est aussi le livre du souffle épique et probablement celui où la recherche s'avance le plus loin.
L'exigence d'immanence y est plus que jamais maintenue, en direction d'une théorie de la contemplation et de l'intuition. C'est un livre qui demande une lecture très lente, et s'appuie sur un travail de lexique énorme. Nietzsche s'y confirme comme un compagnon privilégié, le surhomme et l'éternel retour du même étant repensés, depuis une description de cet effondrement fondateur déjà convoqué mais désormais envisagé comme insurrection intime humaine (Erhebung). 
La terminologie très germanisante  repense la logique hégélienne pour lui substituer des processus sans médiation. Le travail sur le corps et la théorisation de l'inscription charnelle des impressions y est porté plus avant. Surtout, la méditation déploie plus précisément une pensée de l'écriture, du langage, du livre comme enveloppe de civilisation en gésine : Comment repenser le langage depuis l'en-creux mystique? 
Une idée d'encyclopédique y est soulevée selon le projet romantique de Novalis, fondée sur cette "outre-déchirure" que serait le sujet vivant. Mais avant tout, c'est à une pensée du sacré que s'amarre ce livre.

Première livre dans le trilogie qui inclut "La Science avant-première" et "La Prescience mystique".

### Abrégé d'europanalyse. La pensée analytique et continentale (Paris, L'Harmattan, 1999)
Ce livre, que Serge Valdinoci proposait souvent comme base aux étudiants de son séminaire de recherche, est court, ramassé autour de Hegel et de Husserl ; seuls quelques axes de l'europanalyse y sont parcourus : la problématique du langage, comme stéréonomie entre affect et effectuations linguistiques (l'affect étant l'invisible filigrane de toute écriture) ; les processus analytiques qui défont la dialectique synthétique hégélienne de sa prédominance y sont donnés une seconde fois ; terminalement y sont rassemblées sous leur ligne de continuité les avancées des ouvrages précédents remis en perspective. 

### L'europanalyse et les structures d'une autre vie. Le feu de la pensée sacrée (Paris, L'Harmattan, 2001)
Livre hors parcours, renouvelant profondément l'ambiance d'écriture de l'europanalyse.  À partir d'un vocabulaire extrêmement ecclésiastique, c'est un renouvellement de la méditation de la civilisation qui est proposé, notamment depuis une pensée de la figure politique du médiateur de la république.
La pensée du sacré (Rudolf Otto) comme retentissement dans l'effroi humain (Pascal) est le nœud auquel se consacre de part en part cet ouvrage.

### Merleau-Ponty dans l'invisible. L'œil et l'esprit au miroir du Visible et l'invisible (Paris, L'Harmattan, 2003)
Ce travail se présente comme une glose des plus utiles des deux derniers textes de Merleau-Ponty, l'un servant à éclairer l'autre. Le commentaire structurant le propos, l'œuvre d'art y est profondément méditée à travers de grandes figures du vingtième siècle (Duchamp…).

### Phénoménologie affective. Essai d'europanalyse appliquée (Paris, L'Harmattan, 2008)
Livre plus intime, qui marque en tout cas un tournant plus personnel de l'œuvre et l'éloignement consommé avec le style et les problématiques de l'Université française, cet ouvrage s'avance dans l'endo-univers de la dépression humaine, dans l'effondrement du quotidien, et montre quels envers civilisateurs recèle cet état généralisé de la culture contemporaine s'effectuant nulle part ailleurs que dans le vécu humain.
De nouvelles figures de pensée s'inscrivent (notamment le psy-schisme, l'emblème mystique du stylite, le rien qu'humain…) dans un parcours d'états impressifs ordinaires (le rêve, l'éveil, l'attente), et les analyses de S. Valdinoci s'appliquent à la dimension civilisationnelle d'éléments communs du dispositif culturel d'administration des vies (la fiche d'état civil, le carte d'identité nationale, le passeport - dont il analyse la fonction "trope"…), en s'attachant à leur redonner la part de souffrance et d'utopie qu'ils attestent.

### La Science avant-première (Paris, INgens, 2020)
Deuxième livre dans le trilogie qui inclut "La Science première" et "La Prescience mystique".

### La Prescience mystique. La méditation réinventée (Paris, L'Harmattan, 2021)
Troisième livre dans le trilogie qui inclut "La Science première" et "La Science avant-premier".

## Citations
- La culture ne pense pas ; elle gère et digère des enseignements transformés en renseignements.
- tout discours bien bâti, élaboré pour faire discours, se ponctue – et s'absente – par un silence plus ou moins définitif. […] En interne toute formation de langage mène à son auto-éconduction par le vide, ou silence. Il s'agit d'une fulguration non spatio-temporelle ou d'une pensée en intuition.
- Mieux vaut être un preux qu'un ver de terre!

## europanalyse et mystique
Pour l'europanalyse, l'expérience mystique ne se pense que rarement, elle témoigne d'un vécu plutôt qu'elle ne tente de le théoriser ; alors que la pensée philosophique, massivement inféodée au principe de perception (c'est-à-dire à la considération de l'humain depuis des postulats mécanistes qui posent l'insertion de l'humain dans un espace-temps - modèle à usage dominant dans la civilisation occidentale), n'affronte jamais le saisissement humain comme mystique, nuit furtive, fonds mouvant et aberrant de l'existence, du fait que la conceptualisation repose sur le principe de la mise à distance et de la détermination négative (Spinoza, Hegel).
Avec l'europanalyse, Serge Valdinoci a tenté de rendre compte de chacune (mystique et philosophie) depuis les appuis spécifiques de l'autre (comment la philosophie pointe vers la mystique où elle trouve son fonds d'invention, comment la mystique permet des descriptions du fonctionnement de la pensée philosophique, notamment comme processus refoulés d'invention conceptuelle). Il n'est pas sans se placer ainsi dans le prolongement de cette attitude dont Michel de Certeau tentait de restituer l'archéologie dans ses derniers travaux.